# Средства обучения в России
Сре́дства обуче́ния, Учебное средство — это объекты, созданные человеком, а также предметы естественной природы, используемые в образовательном процессе в качестве носителей учебной информации и инструмента деятельности педагога и обучающихся для достижения поставленных целей обучения, воспитания и развития.

## Типология средств обучения
Общепринятая современная типология  подразделяет средства обучения на следующие виды:
- Печатные (учебники и учебные пособия, книги для чтения, хрестоматии, рабочие тетради, атласы, раздаточный материал и так далее)
- Электронные образовательные ресурсы (часто называемые образовательные мультимедиа мультимедийные учебники, сетевые образовательные ресурсы, мультимедийные универсальные энциклопедии и тому подобное)
- Аудиовизуальные (слайды, слайд-фильмы, видеофильмы образовательные, учебные кинофильмы, учебные фильмы на цифровых носителях (Video-CD, DVD, BluRay. HDDVD и тому подобное)
- Наглядные плоскостные (плакаты, карты настенные, иллюстрации настенные, магнитные доски)
- Демонстрационные (гербарии, муляжи, макеты, стенды, модели в разрезе, модели демонстрационные)
- Учебные приборы (компас, барометр, колбы, и так далее)
- Тренажёры  и спортивное оборудование (автотренажёры, гимнастическое оборудование, спортивные снаряды, мячи и тому подобное)
- Учебная техника (автомобили, тракторы, и так далее)

Есть и иной подход к типологии средств обучения (Пидкасистый  П. И.). Он, в частности, разделяет средства обучения на материальные и идеальные. Идеальные средства обучения – это те усвоенные ранее знания и умения, которые используют учителя и учащиеся для усвоения новых знаний.
Материальные средства обучения – это физические объекты, которые используют учитель и ученик для детализированного обучения.
Наглядные пособия обычно классифицируются на три группы:
1. Объемные пособия (модели, коллекции, приборы, аппараты и тому подобное)
2. Печатные пособия (картины, плакаты, графики, таблицы, учебники и тому подобное)
3. Проекционный материал (кинофильмы, видеофильмы, слайды и тому подобное)[1]

## Общая дидактическая роль средств обучения
Средства обучения наряду с живым словом педагога являются важным компонентом образовательного процесса и элементом учебно-материальной базы любого образовательного учреждения. Являясь компонентом учебно-воспитательного процесса, средства обучения оказывают большое влияние на все другие его компоненты — цели, содержание, формы, методы.
Наиболее эффективное воздействие на обучающихся оказывают современные аудиовизуальные и мультимедийные средства обучения (электронные образовательные ресурсы). Аудиовизуальные средства, а также средства мультимедиа являются наиболее эффективным средством обучения и воспитания. Термином multimedia (что в переводе с английского означает «многосредность») определяется информационная технология на основе пpограммно-аппаратного комплекса, имеющего ядро в виде компьютера со средствами подключения к нему аудио- и видеотехники. Мультимедиа-технология позволяет обеспечить при решении задач автоматизации интеллектуальной деятельности объединение возможностей ЭВМ с традиционными для нашего восприятия средствами представления звуковой и видеоинформации, для синтеза трех стихий (звука, текста и графики, живого видео).

## Принципы использования средств обучения
- учёт возрастных и психологических особенностей обучающихся
- гармоничное использование разнообразных средств обучения: традиционных и современных для комплексного, целенаправленного воздействия на эмоции, сознание, поведение ребёнка через визуальную, аудиальную, кинестетическую системы восприятия в образовательных целях
- учет дидактических целей и принципов дидактики (принципа наглядности, доступности и так далее)
- сотворчество педагога и обучающегося
- приоритет правил безопасности в использовании средств обучения.

Развитие средств обучения в современной школе (средней общей  и профессиональной) определяется общим развитием учебной техники. Появление интерактивных досок, кодоскопов (графопроекторов), компьютерной техники, новейших средств воспроизведения цифровых носителей, развитие сети Интернет в образовательных учреждениях сильно изменило и требования к разработке средств обучения.  Подключение в рамках Приоритетного национального проекта «Образование» в 2006—2007 годах общеобразовательных учреждений к сети Интернет потребовало ускорить пополнение образовательных интернет-ресурсов  и актуализировать весь арсенал средств обучения. Одной из задач современной дидактики в России является использование потенциала средств доставки и учебной техники в использовании средств обучения.